# Chypre aux Jeux olympiques d'été de 2016
Chypre participe aux Jeux olympiques d'été de 2016 à Rio de Janeiro au Brésil du 27 juillet au 12 août 2016. Il s'agit de sa 10e participation à des Jeux olympiques d'été.

## Athlétisme

### Homme

#### Course
| Athlètes        | Compétitions     | Série   | Série | Demi-Finales | Demi-Finales | Finale  | Finale |
| --------------- | ---------------- | ------- | ----- | ------------ | ------------ | ------- | ------ |
| Athlètes        | Compétitions     | Temps   | Rang  | Temps        | Rang         | Temps   | Rang   |
| Milan Trajkovic | 110 mètres haies | 13 s 59 | 3e    | 13 s 31      | 2e           | 13 s 41 | 7e     |

#### Concours
| Athlétes                | Compétitions     | Série    | Série | Finale   | Finale |
| ----------------------- | ---------------- | -------- | ----- | -------- | ------ |
| Athlétes                | Compétitions     | Résultat | Rang  | Résultat | Rang   |
| Kyriákos Ioánnou        | Saut en hauteur  | 2,26 m   | 12e   | 2,29 m   | 7e     |
| Dimítrios Chondrokoúkis | Saut en hauteur  | 2,26 m   | 12e   | 2,25 m   | 12e    |
| Apóstolos Paréllis      | Lancer du disque | 63,35 m  | 8e    | 63,72 m  | 8e     |

### Femme

#### Course
| Athlétes           | Compétitions | Série   | Série | Demi-Finales | Demi-Finales | Finale  | Finale  |
| ------------------ | ------------ | ------- | ----- | ------------ | ------------ | ------- | ------- |
| Athlétes           | Compétitions | Temps   | Rang  | Temps        | Rang         | Temps   | Rang    |
| Ramóna Papaïoánnou | 100 mètres   | 11 s 61 | 6e    | Eliminé      | Eliminé      | Eliminé | Eliminé |
| Ramóna Papaïoánnou | 200 mètres   | 23 s 10 | 4e    | Eliminé      | Eliminé      | Eliminé | Eliminé |
| Eléni Artymatá     | 200 mètres   | 23 s 27 | 5e    | Eliminé      | Eliminé      | Eliminé | Eliminé |

## Cyclisme

### Cyclisme sur route
| Athlète            | Compétition            | Temps           | Rang       |
| ------------------ | ---------------------- | --------------- | ---------- |
| Ántri Christofórou | Course en ligne femmes | 4 h 16 min 24 s | hos limite |

## Natation
| Athlète                   | Épreuve        | Séries        | Séries | Demi-finales | Demi-finales | Finale   | Finale   |
| Athlète                   | Épreuve        | Temps         | Rang   | Temps        | Rang         | Temps    | Rang     |
| ------------------------- | -------------- | ------------- | ------ | ------------ | ------------ | -------- | -------- |
| Sotiria Neofytou          | 100 m papillon | 1 min 02 s 91 | 37     | Éliminée     | Éliminée     | Éliminée | Éliminée |
| Iacovos Hadjiconstantinou | 400 m libre    | 4 min 03 s 53 | 47     | NC           | NC           | Éliminée | Éliminée |